# Maladia
„Maladia” (titlu original: „The Disease”) este al 17-lea episod din al cincilea sezon al serialului TV american științifico-fantastic Star Trek: Voyager și al 111-lea în total. A avut premiera la 24 februarie 1999 pe canalul UPN.
Scenariul a fost scris de Kenneth Biller, regizorul episodului a fost David Livingston.

## Prezentare
Harry Kim își găsește dragostea atunci când echipajul întâlnește o navă generațională Varro, care are nevoie de ajutor la repararea motorului warp.

## Actori ocazionali
- Musetta Vander - Tal
- Christopher Liam Moore - Varro Stowaway
- Charles Rocket - Jippeq
- Majel Barrett - Computer Voice